# Super Mario-kun
Super Mario-kun (スーパーマリオくん, Sūpā Mario-kun) é uma série de mangá kodomo japonesa de comédia escrita e ilustrada por Yukio Sawada e publicada mensalmente pela CoroCoro Comic. Capítulos individuais são colecionados em volumes Tankōbon pela Shogakukan, que lançou o primeiro volume em 27 de Julho de 1991 e já lançou um total de 39 volumes até o dia 27 de Março, 2009. A série não foi licenciada para fora do Japão. A história mostra Mario e seus amigos pelas histórias da série de jogos eletrônicos do Mario, começando pelo Super Mario World e chegando a até Super Mario Galaxy.